# 津田山 (徳島市)
津田山（つだやま）は、徳島県徳島市に位置する標高77.7mの山である。

## 概要
津田山麓には津田寺、津田八幡神社があり、津田寺の大楠は徳島市指定保存樹木第8号に指定されている。
山内には穴観音（天保14年（1843年）に津田浦の海で働く男達の安全を祈願し安置）や山の神の祠（大山祇命を祀った祠）等がある。山の周囲には吉野川水系・園瀬川と二級河川・勝浦川が流れる。
阿波狸合戦で有名な四国の総大将として君臨していた六衛門狸が住んでいた山として有名である。津田山の洞穴に娘狸「鹿の子」息子の「千住太郎」と住んでいた。